# Kamanjab
Kamanjab è una cittadina nel Damaraland, regione del Kunene, nella Namibia settentrionale. L'area di Kamanjab è uno dei sei distretti elettorali in cui è suddivisa Kunene. Come molte località minori della Namibia, comprende un piccolo gruppo di case, un distributore di benzina, e alcuni negozi di generi alimentari e di prima necessità. Le strade sono sterrate. Vi si trova un piccolo aeroporto civile (codice ICAO FYKJ).
Kamanjab viene spesso utilizzata dai turisti come base per fare rifornimento di benzina e provviste prima di dirigersi a nord verso il Parco nazionale d'Etosha o le Epupa Falls. Nei pressi di Kamanjab si trova anche il Peet Alberts Kopje, un sito archeologico con petroglifi attribuiti al popolo San.